# BioMérieux
BioMérieux est une entreprise française spécialisée dans le diagnostic in vitro. Fondée en 1963 par Alain Mérieux, son siège social est situé à Marcy-l'Étoile près de Lyon. Elle est présente dans 45 pays à travers des filiales et commercialise ses produits dans plus de 160 pays via un réseau de distributeurs. En 2024, son chiffre d'affaires s'élève à 3,98 milliards d'euros, dont plus de 93% réalisés à l'international (hors France). 85% de l'activité est dédiée aux applications cliniques, et 15% aux applications industrielles. BioMérieux emploie 14 600 collaborateurs dans le monde.
Elle offre des prestations de diagnostic (systèmes, réactifs, logiciels, services) qui déterminent l’origine d’une maladie ou d’une contamination. Ses produits sont utilisés principalement dans le diagnostic des maladies infectieuses. Ils sont également utilisés pour la détection de micro-organismes dans les produits agroalimentaires, pharmaceutiques et cosmétiques.
Les produits de bioMérieux utilisent trois technologies phares : la Biologie moléculaire, la Microbiologie et les Immunoessais.
BioMérieux est une société cotée sur NYSE Euronext Paris. (Code : BIM - Code ISIN : FR0013280286).

## Historique
(septembre 2022).
- 1897 : Marcel Mérieux fonde un laboratoire d'analyses médicales à Lyon : l'institut Mérieux et développe des vaccins et des produits biologiques, dont des réactifs. Alain Mérieux, petit-fils de Marcel Mérieux, en assure la présidence pendant 25 ans, jusqu’en 1994[7],[8].
- 1937 : le fils de Marcel Mérieux, Charles Mérieux prend les rênes du laboratoire au décès de son père. Dans le courant des années 1940, il emploie une technique développée par le Hollandais Frenkel – la culture in vitro[9].
- 1963 : le fils de Charles Mérieux, Alain Mérieux créé BD Mérieux, détenue à parts égales entre l’Institut Mérieux et Becton Dickinson[7].
- 1974 : Alain Mérieux devient actionnaire majoritaire de BD Mérieux, la société prend le nom de BioMérieux[7],[10].
- 1986 : BioMérieux fait l'acquisition de API Systems basé en France[7],[11]. En 1988, bioMérieux rachète Vitek, basée aux États-Unis, à Saint-Louis (Missouri)[7],[12]. En 2001, bioMérieux acquiert Organon Teknika, filiale d'Akzo Nobel spécialisée dans les diagnostics médicaux in-vitro, pour 311 millions d'euros[13],[14].
- 2004 : introduction sur le marché boursier Euronext de Paris[7],[15].
- 2005 : Alexandre Mérieux, fils d'Alain Mérieux, intègre la société.
- 2006 : inauguration du Centre Christophe Mérieux, spécialisé en biologie moléculaire et micro-systèmes sur le site du polygone scientifique de Grenoble. La même année bioMérieux fait l'acquisition de Bacterial Barcodes (États-Unis)[7],[16].
- 2007 : acquisition de Biomedics (Espagne)[17] et de BTF (Australie)[7],[18].
- 2008 : création d'une coentreprise commerciale avec Sysmex (Japon), ainsi qu'une autre avec Shanghai Kehua Bio-engineering (Chine). La même année bioMérieux acquiert PML Microbiologicals (États-Unis), AB Biodisk (Suède) et AviaraDx (États-Unis), qui sera renommée bioTheranostics[7],[19].
- 2010 : acquisition de Meikang Biotech (Chine) et Shanghai Zenka Biotechnology (Chine)[7],[20].
- 2011 : acquisition d'AES Laboratoire basés en France[7],[21]. Cette même année, Argene, entreprise basée à Verniolle en Ariège, est également rachetée[22], cette unité a été particulièrement médiatisée en mars 2020 pour sa capacité à produire des tests de dépistage du Covid-19[23].
- 2011 :Alain Mérieux prépare sa succession en confiant la fonction de PDG à Jean-Luc Bélingard, déjà membre du conseil d'administration depuis 2006[24],[25].
- 2012 : acquisition de RAS basé en Inde[7].
- 2014 : acquisition de l'entreprise américaine BioFire Diagnostics, spécialisée dans la biologie moléculaire, pour 342 millions d'euros[26].
- 2014 : acquisition de l'entreprise alsacienne Advencis[27].
- 2014 : Alexandre Mérieux est nommé au poste de directeur général[28].
- 2015 : signature d'un partenariat de distribution et de R&D avec Copan (Italie) dans le domaine de l'automatisation du laboratoire de microbiologie clinique[29].
- 2016 : acquisition de l'entreprise belge Applied Maths[30],[31] et de l'entreprise allemande Hyglos[32].
- 15 décembre 2017 : Alexandre Mérieux est nommé président-directeur général[33],[34].
- 2018 : acquisition de l'entreprise américaine Astute Medical Inc., une société exerçant dans le diagnostic des patients présentant une défaillance d’une fonction vitale, ou qui sont à risque de développer une complication sévère[35].
- 2019 : acquisition de l'entreprise américaine Invisible Sentinel, société de biologie moléculaire pour le contrôle biologique dans le domaine agroalimentaire[36].

- La famille Mérieux est liée aux entreprises Sanofi Pasteur, Mérial, Biomnis  à la Fondation Mérieux, au laboratoire P4 Jean Mérieux et à l'organisme de formation humanitaire Bioforce.

- En 2020, le groupe BioMérieux annonce une hausse de 9,9 % de son chiffre d'affaires au deuxième trimestre[37]. Le groupe est porté par ses gammes de biologie moléculaire, notamment BioFire, en pleine crise de Covid-19[38],[39]. Lors des trois derniers mois, l'activité a atteint 707 millions d'euros[40]. Sur l'année 2020, le chiffre d'affaires de la seule biologie moléculaire a progressé de près de 84%, atteignant 1,2 milliard d'euros[39].

- Début septembre 2020, le groupe BioMérieux communique une hausse importante et exceptionnelle de 23 % de son bénéfice net à 173 millions d'euros pour le premier semestre[41],[42]. Porté par ses tests de dépistage de Covid-19, le laboratoire annonce un chiffre d'affaires à 1,48 milliard d'euros, soit une hausse de 15,8 %[43]. Cette croissance s'est accompagnée sur l'ensemble de l'année 2020 de la création de 800 emplois[39].

- En 2020, pour répondre aux enjeux de solidarité sans précédent soulevés par la pandémie de Covid-19, BioMérieux a décidé de verser environ 42 millions d’euros à des actions de solidarité dans le monde, à travers la fondation Mérieux, l'Entreprise des possibles, le fonds de dotation BioMérieux pour l'éducation et une soixantaine de projets divers[44].

- Au premier trimestre 2021, dopé par la recrudescence de tests de dépistage de Covid, le chiffre d'affaires de BioMérieux est en hausse de 9,9 % à 845 millions d'euros[45]. Au troisième trimestre 2021, toujours porté par une demande accrue de tests respiratoires, BioMérieux atteint un chiffre d'affaires plus fort que prévu" de 877,4 millions d'euros, soit une hausse de 11 % par rapport à l'année précédente[46].
- 2021 : acquisition de l'entreprise américaine Banyan Biomarkers, spécialisée dans le développement de biomarqueurs pour le diagnostic des traumatismes crâniens[47].

- En avril 2022, BioMérieux annonce avoir signé un accord pour l'acquisition de la société américaine Specific Diagnostics, spécialisée dans les tests de sensibilité aux antibiotiques[48]. BioMérieux accède à 100 % du capital de Specific Diagnostics pour un prix équivalent à 3,3 % de la capitalisation boursière de BioMérieux en date du 11 avril 2022[49].

- En avril 2023, BioMérieux annonce son partenariat avec Oxford Nanopore Technologies, spécialiste de la détection moléculaire par nanopore, afin de déployer le séquençage par nanopore sur le marché des maladies infectieuses[50]. En octobre 2023, BioMérieux réalise un investissement de 70 millions de livres dans la société Oxford Nanopore Technologies[51].

- 2023 : Alexandre Mérieux est nommé au poste de président du conseil d'administration, et Pierre Boulud est nommé directeur général[52].
- 2024 : acquisition de l'entreprise canadienne Lumed, société de logiciels qui a créé un système d'aide à la décision clinique[53].
- 2025 : acquisition de l'entreprise norvégienne SpinChip Diagnostics ASA, spécialisée dans les tests d'immunoessais de "Point-of-care"[54] et acquisition de l'entreprise brésilienne Neoprospecta, spécialisée dans les solutions de données génomiques[55].

## Actionnaires
Liste au 31 décembre 2024:
| Nom              |         |
| Institut Mérieux | 58,90 % |
| Public           | 35,01 % |
| SITAM Belgique   | 3,00 %  |
| Sofina SA        | 1,93 %  |
| Salariés         | 0,79 %  |
| Autodétention    | 0,36 %  |

Le 1er juillet 2022, la famille Agnelli acquiert 10 % du capital du groupe Institut Mérieux via l'intermédiaire d'Exor, sa holding familiale.

## Communication

### Activité de lobbying

#### Auprès des institutions de l'Union européenne
BioMérieux est inscrite depuis 2022 au registre de transparence des représentants d'intérêts auprès de la Commission européenne, et déclare en 2025 pour cette activité des dépenses annuelles d'un montant compris entre 25 000 et 49 999 euros.

#### En France
Pour l'année 2024, BioMérieux déclare à la Haute Autorité pour la transparence de la vie publique exercer des activités de lobbying en France pour un montant qui n'excède pas 500 000 euros.

## Controverse
Le 15 février 2018, 59 patient atteints de la maladie de Lyme portent plainte pour conflit d'intérêts entre les autorités sanitaires françaises et les laboratoires menant à l'utilisation de tests non fiables. Les avocats des plaignants ont auparavant entamé des procédures en responsabilité civile contre cinq laboratoire, dont BioMérieux, afin d'obtenir des dommages et intérêts,.